# 紐卡斯爾站

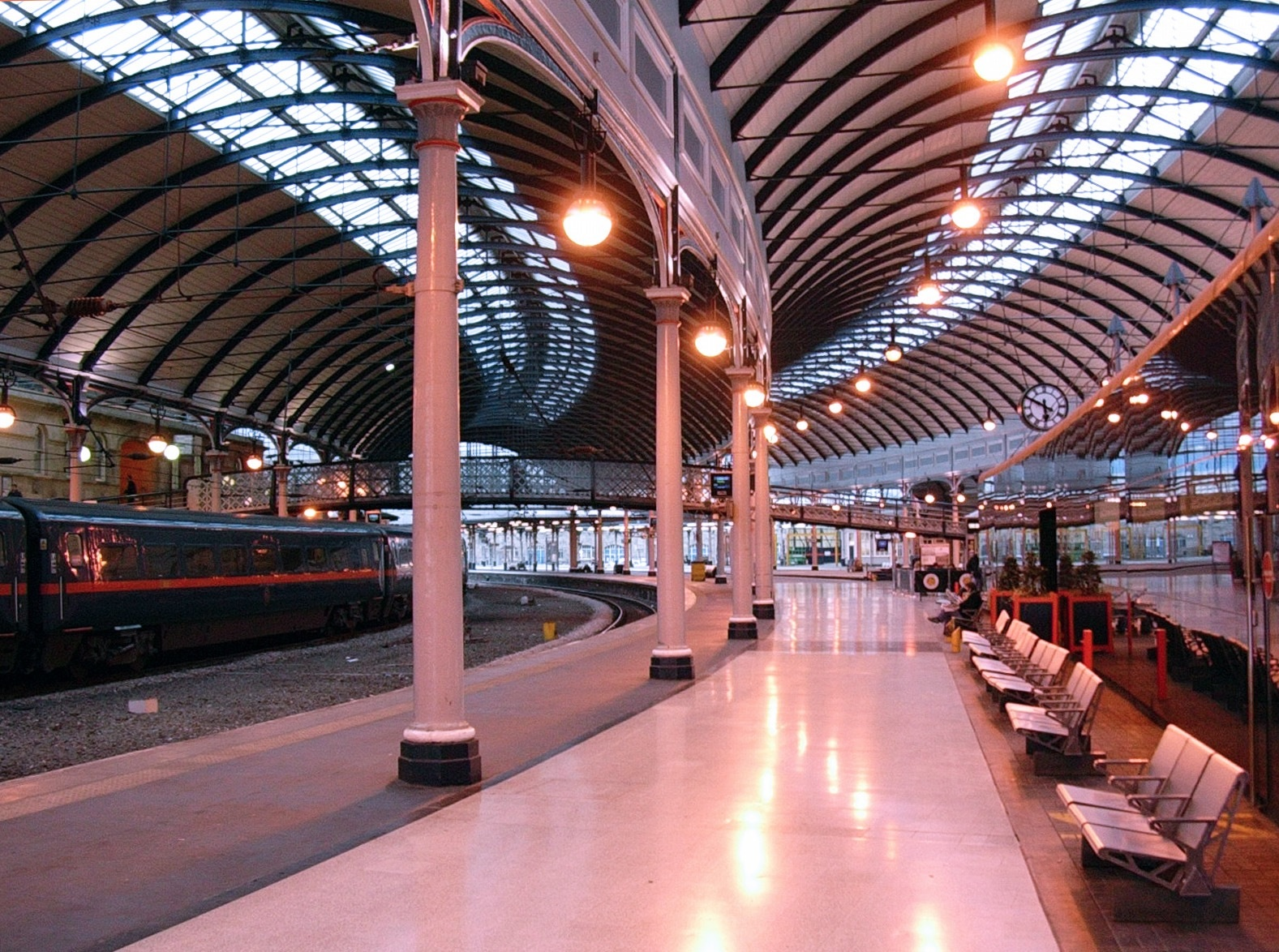
紐卡斯爾站

紐卡斯爾站（英語：Newcastle railway station）是英國的一座鐵路車站，位於英格蘭紐卡斯爾。紐卡斯爾站是倫敦和愛丁堡之間的東海岸主線上的重要車站，距離倫敦國王十字車站以北約268英里（432公里）。車站開業於1850年。在最近數年紐卡斯爾站的乘客數有著大幅的增長。

## 建築
現今的車站建築於1850年啟用，由維多利亞女王主持奠基。佔地17英畝，月台總長兩公里，規模宏麗。車站附近豎立有火車發明者喬治·史蒂芬生的塑像。目前車站已被列為一座一級登錄建築，在英國作家西蒙·詹金斯所評選的《英國100個最佳鐵路車站中》，紐卡斯爾站是僅有的十個獲得五顆星的車站之一。

## 轉乘
車站可轉乘泰恩-威爾地鐵，地鐵站中央車站位於鐵路車站下方，於1981年啟用。

## 外部連結
- Newcastle Central Station - Part of the 2000 art exhibition "Stephenson's Legacy." Includes old photographs of the station.